# Контейнер (формат)
Вижте пояснителната страница за други значения на контейнер.
Контейнерът е компютърен файлов формат, който може да съдържа различни типове данни, компресирани със стандартизирани аудио/видео кодеци. Контейнерният файл се използва за идентифициране и сливане на различни типове данни. Най-простите контейнерни формати могат да съдържат само определени типове аудио кодеци, докато по-съвременните могат да поддържат едновременно аудио и видео потоци, субтитри, информация за епизоди/глави (chapters) и метаданни (тагове) – заедно със синхронизираща информация, необходима за възпроизвеждане на различните потоци едновременно.

## Видове контейнерни формати

### Само за аудио
| Формат                               | Файлово разширение             | Бележка                                                            |
| ------------------------------------ | ------------------------------ | ------------------------------------------------------------------ |
| AIFF – Audio Interchange File Format | .aif, .aiff, .aifc, .ief, .snd | Файлов формат, широко използван при Mac OS платформи               |
| WAV                                  | .wav                           | RIFF-базиран файлов формат, широко използван при Windows платформи |
| XMF – Extensible Music Format        | .xmf                           | Разширяем музикален формат                                         |

### Само за статични изображения
| Формат                                 | Файлово разширение | Бележка                                                                     |
| -------------------------------------- | ------------------ | --------------------------------------------------------------------------- |
| FITS – Flexible Image Transport System | .fit, .fits        | Обвивка за статични изображения, данни от суров тип и съпътстващи метаданни |
| TIFF – Tagged Image File Format        | .tiff, .tif        | Обвивка за статични изображения и съпътстващите метаданни                   |

### С общо предназначение (аудио, видео и други данни)
| Формат                                      | Файлово разширение           | Бележка |
| ------------------------------------------- | ---------------------------- | --- |
| 3GPP – Third Generation Partnership Project | .3gp, .3g2                   | Широко използван формат при мобилните телефони |
| ASF – Advanced Systems Format               | .asf (.wma, .wmv)            | Формат, разработен от Microsoft за WMA и WMV |
| AVI – Audio Video Interleave                | .avi                         | Стандартен RIFF-базиран файлов формат, разработен от Microsoft |
| DVR-MS – Microsoft Digital Video Recording  | .dvr-ms                      | Разработен от Microsoft затворен контейнерен формат, базиран на ASF |
| IFF – Interchange File Format               | .iff                         | Платформено независим формат |
| Matroska – Матрьошка                        | .mkv, .mka, .mks             | Файлов формат, с отворен стандарт, разработен да съдържа голямо разнообразие от аудио и видео кодеци                                                                         |
| MOV                                         | .mov, .qt                    | Стандартен формат за QuickTime, разработен от Apple |
| MPEG-PS – MPEG Program Stream               | .mpg, .mpeg                  | Стандартен формат, съдържащ основно аудио и видео потоци, разработени от Moving Picture Experts Group                                                                        |
| MPEG-TS – MPEG Transport Stream             | .ts                          | Стандартен формат за цифрово предаване (HDTV, Интернет и др.); стандартно съдържа няколко аудио и видео потоци                                                               |
| MP4                                         | .mp4 (.m4a, .m4v)            | MOV-базиран формат, поддържайки по-голямо разнообразие от аудио и видео кодеци в сравнение с MPEG-PS, но достатъчно опростен, за да може да се използва от хардуерни плейъри |
| OGG                                         | .ogg, .oga, .ogv, .ogx, .spx | Отворен формат за аудио (Vorbis, FLAC), реч (Speex) видео (Theora, Dirac), текст (Writ, CMML, OggKate) и други потоци, разработен от Xiph.org                                |
| OGM – Ogg Media                             | .ogm                         | Хакната версия на Ogg, не се поддържа официално от Xiph.org. Обикновено съдържа Ogg Vorbis аудио и видео, напр. DivX, XviD, Theora.                                          |
| RealMedia                                   | .rm                          | Стандартен контейнер за RealVideo и RealAudio |

Съществуват много други контейнерни формати, като NUT, MPEG, MXF, ratDVD, SVI, VOB, DivX Media Format и др.
Виж Сравнение на контейнерни формати за повече детайли относно тези формати.

## Заключение
Различията между контейнерните формати са свързани с 5 основни особености:
1. Популярност, доколко широко се поддържа този контейнер.
2. Overhead. Това е разликата в големината между два файла с едно и също съдържание, опаковани в различни контейнери.
3. Поддръжка на функциите на модерните кодеци. По-старите формати като AVI не поддържат нови свойства като B-frame, VBR аудио, VFR, и макар че форматът може да бъде „хакнат“, за да се добави такава поддръжка, това води до проблеми със съвместимостта.
4. Поддръжка на модерно съдържание, като глави/епизоди, субтитри, метатагове, потребителски данни.
5. Поддръжка на поточни мултимедии